# 拉法伊拉鄉
46°49′N 27°21′E / 46.817°N 27.350°E
拉法伊拉鄉（羅馬尼亞語：Comuna Rafaila, Vaslui），是羅馬尼亞的鄉份，位於該國東北部，由瓦斯盧伊縣負責管轄，面積27平方公里，海拔高度320米，2007年人口1,974，人口密度每平方公里72人。